# Мюллер, Янник
Янник Мюллер (нем. Yannick Müller; род. 1999) — австрийский саночник, выступающий в двойках. Призёр чемпионата мира и Европы.  

## Биография
Родился 12 августа 1999 года в Австрии. Он начал выступать за юношеские сборные Австрии по санному спорту в различных молодежных категориях в одиночном разряде. 
На Кубке мира по санному спорту 2018/19 годов Мюллер сформировал двойку вместе с соотечественником Армином Фраушером и впервые принял участие в соревнованиях по санному спорту среди двоек. В сезоне 2019/20 годов на Кубке мира по санному спорту пара Фраушер-Мюллер заняла 16-е место в общем зачете и 6-е место в Кубке страны.
На чемпионате мира по санному спорту 2023 года в Оберхофе пара Мюллер-Фраушер завоевала две бронзовые медали в двойках и одну серебряную в командной эстафете.
У Янника есть старший брат Йонас, который также занимается санным спортом и специализируется в одиночном катании.